# Carlo Cotti (Regisseur)
Carlo Cotti (* 24. Mai 1939 in Mailand) ist ein italienischer Regisseur.

## Leben
Cotti arbeitete in den 1960er-Jahren für den Film; zunächst als Schauspieler, dann als Produktionssekretär, ab 1967 auch als Regieassistent. Ab 1972 arbeitete er mit Giovanni Testori und widmete sich dem Dokumentarfilm. Anschließend verlegte er seinen Arbeitsschwerpunkt auf die Bühne (wo er 1974 am „Gerolamo di Milano“ debütierte) und auf Werbefilme.
1985 debütierte er mit Sposerò Simon Le Bon im Kino, drehte zwei Jahre später für das Fernsehen und legte 1989 mit Bille en tête seinen zweiten und letzten Spielfilm vor.
Cotti, der 1987 bis 1995 in Frankreich lebte, widmete sich anschließend wieder Theateraufführungen und arbeitete erstmals für das Musiktheater, später drehte er auch erneut Fernsehfilme. Ab 2002 lehrte er an der Universität Catania.

## Filmografie (Auswahl)
- 1985: Sposerò Simon Le Bon (Regie)
- 1989: Eine wilde kleine Affäre (Bille en tête) (Regie, Buch)